# マヤ・カザン
マヤ・カザン（Maya Kazan,[ˈkəˈzæn]; 1986年11月24日 - ）は、アメリカ合衆国の女優である。テレビドラマ『The Knick/ザ・ニック』（2014年-2015年）でエレノア・ガリンジャー役で知られる。

## 生い立ち
1986年11月24日にカリフォルニア州ロサンゼルスで生まれる。父母はそれぞれ脚本家のニコラス・カザンとロビン・スウィコード、祖父は映画監督のエリア・カザン、祖母は劇作家のモリー・カザンである。姉は同じく女優のゾーイ・カザンである。父方はギリシャ人の家系である。

## キャリア

### 舞台
2012年、カザンはシェイクスピア・シアター・オブ・ニュージャージーで上演されたデヴィッド・アイヴス脚本によるピエール・コルネイユの『嘘つき男』でルクレツィア役を務めた。
2013年、彼女はニューヨークのウォーカースペース・シアターで上演されたマイケル・ラーベの舞台『The Future Is Not What It Was』でローラ役を務めた。
2014年、彼女はオールド・グローブ・シアターで上演されたウィリアム・シェイクスピアの『冬物語』でパーディタ役を務めた。2014年2月の『ロサンゼルス・タイムズ』紙で評論家のチャールズ・マクナルティは、「カザンにはまだ力強いステージボイスが無いが、自然な輝き、控えめな知性、優しさなど、私たちがパーディタに恋に落ちるために必要な他のすべての要素を備えている」と評した。

### テレビ
2014年、カザンはシネマックスで放送されたスティーヴン・ソダーバーグ監督の『The Knick/ザ・ニック』でクライヴ・オーウェン、イヴ・ヒューソン、グレインジャー・ハインズらと共演し、エレノア・ガリンジャー役を務めた。同年に彼女はHBOの『ボードウォーク・エンパイア 欲望の街』の第5シーズンの回想において、若年期のナッキー・トンプソンの妻のメイベル・トンプソンを複数回で演じた。

## 主な出演作品

### 映画
| 公開年 | 日本語題 原題                      | 役名             | 備考     |
| ------ | ---------------------------------- | ---------------- | -------- |
| 2008   | Christie Mae                       | Christie Mae     | 短編映画 |
| 2008   | Lenore                             | Lenore           | 短編映画 |
| 2009   | I'll Never Smile Again             | Amy              | 短編映画 |
| 2011   | Love Is Like Life But Longer       | Young nun        | 短編映画 |
| 2011   | Three Things                       |                  | 短編映画 |
| 2012   | Trial by Combat                    | Emily            | 短編映画 |
| 2012   | Every Saturday                     | Hannah           |          |
| 2012   | Where the Sharpest Knife was Kept  | Carla            | 短編映画 |
| 2012   | フランシス・ハ Frances Ha          | キャロライン     |          |
| 2013   | Blood Moon                         | Manya            |          |
| 2015   | Prism                              | Jewels           |          |
| 2018   | ユニコーン 3人目の秘密 The Unicorn | ケイティ         |          |
| 2020   | Love Is Love Is Love               | Caroline         |          |
| 2020   | Alia's Birth                       | Jenna            |          |
| 2020   | Useless Humans                     | Wendy            |          |
| 2021   | リトル・シングス The Little Things | ロンダ・ラスバン |          |

### テレビドラマ
| 公開年    | 日本語題 原題                                            | 役名                               | 備考                           |
| --------- | -------------------------------------------------------- | ---------------------------------- | ------------------------------ |
| 2013      | Company Town                                             | Marla                              | テレビ映画                     |
| 2014      | ボードウォーク・エンパイア 欲望の街 Boardwalk Empire     | メイベル・ジェフリーズ＝トンプソン | 計4話出演                      |
| 2014-2015 | The Knick/ザ・ニック The Knick                           | エレノア・ガリンジャー             | 計13話出演                     |
| 2015-2016 | スリーピー・ホロウ Sleepy Hollow                         | ゾーイ・コリンス                   | 計5話出演                      |
| 2015-2017 | ゼルダ 〜すべての始まり〜 Z: The Beginning of Everything | リヴィー・ハート                   | 計3話出演                      |
| 2017      | ジェーン・ザ・ヴァージン Jane the Virgin                 | クロエ・リーランド                 | 計3話出演                      |
| 2018      | モザイク 〜誰がオリヴィア・レイクを殺したか Mosaic       | ローラ・ハーリー                   | 計6話出演                      |
| 2018      | インポスターズ 美しき詐欺師たち Imposters                | キム・ブロック                     | 第2シーズン第1話「指輪大作戦」 |
| 2020      | ホームカミング Homecoming                                | カヤ                               | 第2シーズン第3話「以前」       |
| 2020      | ユートピア 〜悪のウイルス〜 Utopia                       | オリヴィア                         | 第1シーズン第1話「始まり」     |
| 2021      | LOVE LIFE Love Life                                      | エミリー                           | 計3話出演                      |